# 山田海斗
山田海斗（やまだ かいと、1993年8月9日 - ）は、日本のミュージシャン。5人組ロックバンドNovelbrightのギタリスト兼リーダー。大阪府出身。

## 来歴
テレビで見たB'zに憧れを持ったことがきっかけで音楽活動を開始する。中学時にバンドを組み、消去法でギターを始めた。
2017年1月にNovelbrightに正式メンバーとして加入した。
2018年10月に初の全国流通盤ミニアルバム『SKYWALK』をリリースし、Novelbrightとしてインディーズデビュー。
2020年8月17日には配信シングル『Sunny drop』で、ユニバーサルシグマからNovelbrightとしてメジャーデビューを果たす。
Novelbrightのツインギター構成のうちの一人であり、上手側で演奏する。
エレキギターとアコースティックギターも演奏し、よく使用するギターはギブソン・レスポールである。作詞や作曲も手掛けている。

## 参加作品

### 楽曲提供
| 発売日        | タイトル         | アーティスト | 収録先      | 規格                   | 備考       |
| ------------- | ---------------- | ------------ | ----------- | ---------------------- | ---------- |
| 2023年1月14日 | Watercolor       | VOLTACTION   | Watercolor  | デジタル・ダウンロード | 作詞       |
| 2024年1月24日 | Gluttony         | 手越祐也     | 絆 -KIZUNA- | CD                     | 作詞・作曲 |
| 2024年7月31日 | 主人公になる物語 | 神谷浩史     | HARETTER    | CD                     | 作詞       |